# Sarcosphaera coronaria
Genre
Espèce
Sarcosphaera coronaria est une espèce de champignons ascomycètes de la famille des Pezizaceae. Elle est aussi connue sous le nom de pézize couronnée ou pézize superbe. 

## Description
Le sporophore de ce champignon est constitué d'une apothécie mesurant entre 3 et 15 cm diamètre. Elle est fermée puis s'ouvre sous forme d'étoile à maturité. L'extérieur est de couleur blanche. L'intérieur est violet voire brun et devient jaunâtre avec le temps.
On peut observer le sporophore de la pézize superbe entre avril et juin.

## Habitat
On retrouve la pézize couronnée dans les forêts de feuillus et de conifères au sol calcaire. Elle a également pu être observé sur des sols sablonneux à proximité des littoraux.

## Répartition
Cette pézize se rencontre surtout en Europe, en particulier dans les Alpes.

## Toxicité et consommation
Selon les recommandations actuelles, ce champignon est considéré comme non comestible, voire toxique. Il doit impérativement ne pas être ingéré cru.
Plusieurs cas d'intoxication ont été recensé, dont un mortel.
Dans la littérature ancienne concernant la mycologie, la pézize couronnée était pourtant considérée comme comestible. Elle aurait d'ailleurs été consommée pendant plusieurs siècles  dans le Jura.

## Synonymes
- Caulocarpa montana Gilkey
- Peziza coronaria Jacq.
- Peziza crassa Santi
- Peziza eximia Durieu & Lév.
- Pustularia coronaria (Jacq.) Rehm
- Sarcosphaera crassa (Santi) Pouzar
- Sarcosphaera eximia (Durieu & Lév.) Maire
- Sepultaria coronaria (Jacq.) Massee

## Confusion possible
Sarcosphaera coronaria peut être confondu avec Sarcosphaera crassa, qui est également toxique.